# 丸森大銀杏
丸森大銀杏（まるもりおおいちょう）は宮城県伊具郡丸森町にある銀杏の木。

## 概要

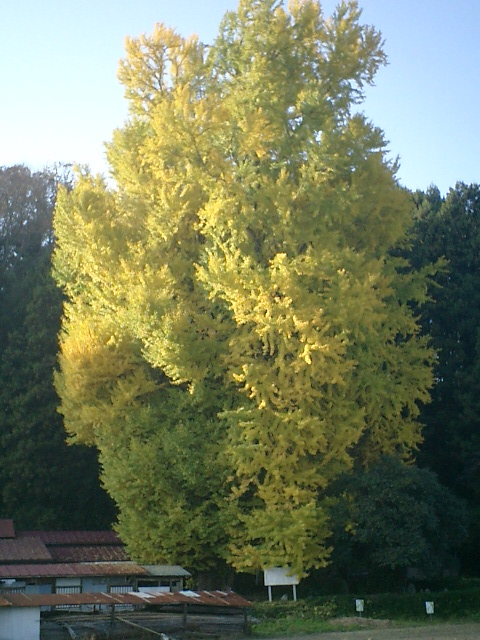
丸森大銀杏

樹齢およそ600年以上といわれ、高さは42mメートル、根の回りは約17m。1967年（昭和42年）4月11日 宮城県の天然記念物に指定された。

## 所在地
- 〒981-2131 宮城県伊具郡丸森町山根

## アクセス
- 阿武隈急行線丸森駅から車で10分

## 周辺
- 蔵の郷土館齋理屋敷
- 阿武隈渓谷県立自然公園